# Diplomatická akademie
Diplomatická akademie je obecné označení školicího zařízení poskytujícího vzdělání v oboru mezinárodních vztahů a diplomacie. V některých státech je akademie součástí ministerstva zahraničních věcí nebo je s ním úzce spojena, jinde existují instituce s tímto názvem jako soukromoprávní subjekty. 
Diplomatická akademie Ministerstva zahraničních věcí ČR (DA MZV) je příspěvková organizace zřízená tímto ministerstvem v roce 2023. Ve své činnosti navazuje na vzdělávání pracovníků MZV, které pod obdobnými názvy a v různých formách na ministerstvu existovalo od roku 1997. Její hlavní úkol je organizovat a provádět školení a kurzy pro pracovníky MZV zejména v oblastech zahraniční a diplomatické služby, jazykové přípravy, přípravy na vyslání do mezinárodních organizací a misí a dalšího vzdělávání. DA MZV také zajišťuje přípravu zájemců o práci v institucích Evropské unie na výběrová řízení a spolupracuje s dalšími institucemi působícími v oblasti vzdělávání v Česku i v zahraničí.
Pracovníci MZV, kteří jsou přijati do služebního poměru v rámci pravidelně vyhlašovaných výběrových řízení, absolvují bezprostředně po nástupu na ministerstvo v DA MZV pětiměsíční kurz základní diplomatické přípravy, zahrnující školení o právní, politické, hodnotové a institucionální podstatě zahraniční služby, praktickou výuku diplomatických dovedností, podrobné seznámení s oblastmi působnosti MZV a s jeho administrativní praxí. Kurz je zakončen zkouškou předepsanou zákonem o zahraniční službě.